# پیتر گولد

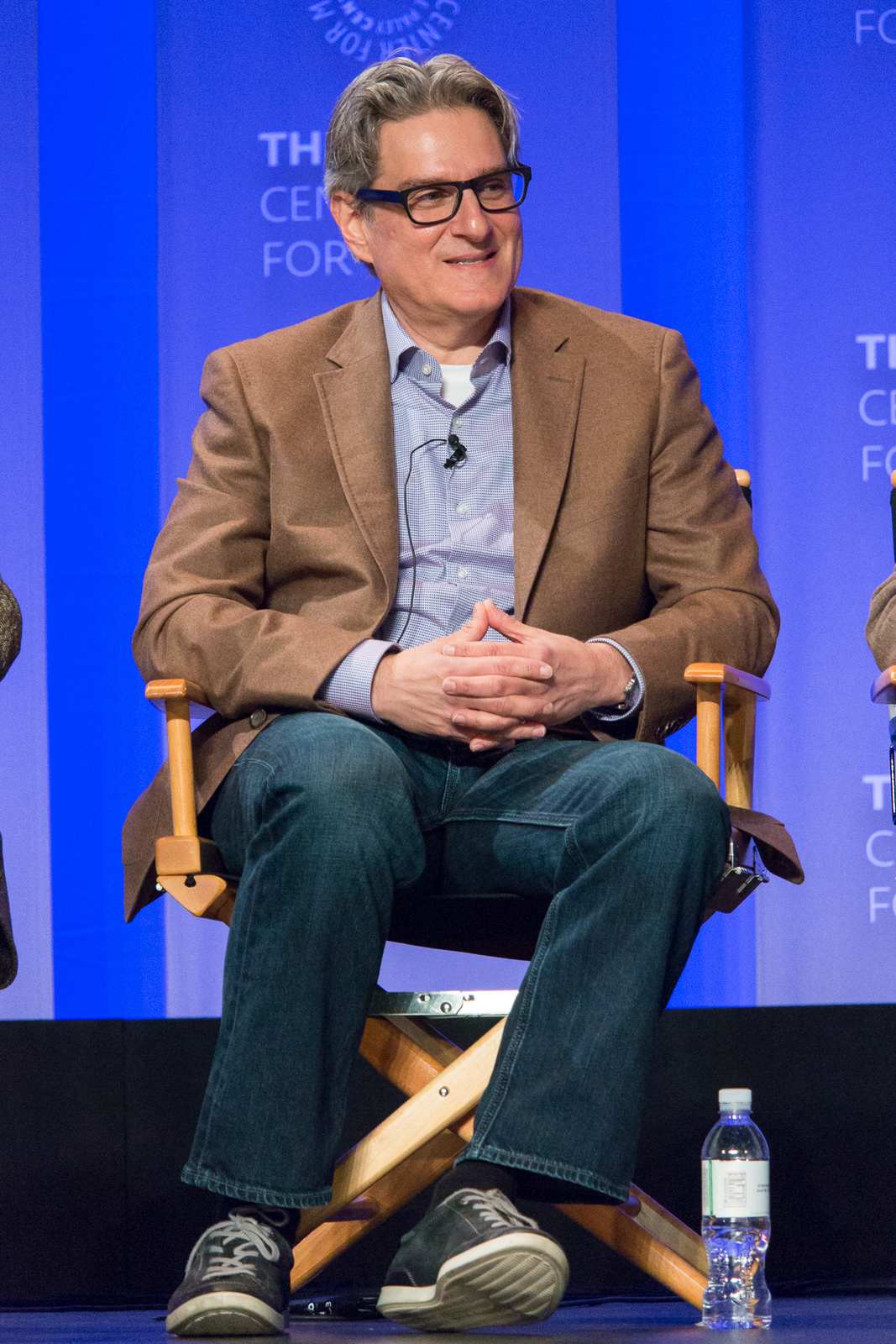
یک تصویر از پیتر گولد در PaleoFest 2016

پیتر گولد (به انگلیسی: Peter Gould) نویسنده و تهیه‌کننده آمریکاییست. از آثار مشهور وی سریال بریکینگ بد است که وی در هر ۵ فصل این سریال همکاری داشته‌است. 
او در سریال بهتره با سال تماس بگیری که اسپین‌افی از سریال برکینگ بد است نیز با وینس گیلیگان همکاری داشته است. 